# ダンガンレーサー
ダンガンレーサー(DANGUN RACER)は、タミヤが発売している動力付き自動車模型の一種である。通称「ダンガン」。

## 概要
スケールは全車1/32に統一されており、車体のイメージは実車のレコードブレイカーやレーシングバイクを模している。動力は単三型乾電池2本でFA-130サイズのモーター1個を動かし、ギヤーの組み合わせにより、後輪を駆動する。非駆動式の前輪は「スキッドホイール」と呼ばれる球体型の車輪となっている。
同社の主力商品であるミニ四駆と同じようにパーツを組み立て、どの製品も組み立てに接着剤は一切不要であり、はめ込み及びビス止めで組み立てることのできるスナップフィットキットになっている。ただし、ボディ組み立ての際に耐久性アップの一環として接着剤の使用が推奨される場合がある。
コースを1台ずつしか走行出来ないミニ四駆とは違い、断面がハーフパイプ状になっている専用コースを用い、複数台同時走行にてレースを楽しむことが可能となっている。その後、他のマシンとぶつかったり弾いたりするサバイバル形式のレース「ファイティングレース」の登場により、改造の要素だけでなく「運」も絡み、必ずしも速ければ勝てるホビーでは無くなった。

### ミニ四駆とのパーツ互換性
カスタマイズ用のオプションパーツはミニ四駆と共通規格のため、それぞれの各種カスタムパーツを相互に転用することが可能となっている。これに関してラジ四駆をベース車としたものを含むミニ四駆公認競技会規則では、ミニ四駆へのダンガン用パーツの転用が正式に認められている。一方、ダンガン公認競技会規則ではミニ四駆用パーツの転用が認められるのか曖昧である。

### ダンガンレーサーEVO
ファイティングレースの本格的な広まりにより誕生したのが、新シャーシを採用したダンガンレーサーEVO（エヴォ）である。
電池・モーターなど走行機能のあるシャーシ部分を3分割に、ボディを2分割にすることによりセッティングの自由度を広げると同時に強度の向上を実現した。
初期はスピードをメインにしていたこともあり、ダンガンレーサーシリーズでは曲面を中心に構成されたスマートなボディデザインが多かったが、EVOシリーズでは相手マシンをコースアウトさせる事に焦点を当てているため、全体的に複雑なボディデザインをしている。

## 空気抵抗
ダンガンレーサーは、ミニ四駆よりも強力な空力性能が得られるよう工夫されている。
しかし、キット付属のデカールは「シール・ステッカータイプ」なので、空気抵抗ならびに自重が増大する。そのため、装飾は塗装だけ、あるいは「ウォータースライドデカール」を使用するといった配慮が必要である。

## ラインナップ

### ダンガンレーサー
（●はタイプ1シャーシ、○はタイプ1-Lシャーシ、◆はタイプ2シャーシ）
通常品
- DR-1 フラッシュトリガー（2000年6月発売）●
- DR-2 サーフローラー（2000年6月発売）●
- DR-3 グリッドキング（2000年7月発売）●
- DR-4 メガキャリバー（2000年8月発売）●
- DR-5 スキッドボマー（2000年11月発売）●
- DR-6 ロードジャベリン（2000年12月発売）●
- DR-7 フラッシュトリガーGスペック（2001年2月発売）○
- DR-8 ゴーストフォース（2001年5月発売）●
- DR-9 ブレイブトリガー（2001年9月発売）○
- DR-10 ストライクリボルバー（2001年10月発売）◆
- DR-11 ウェーブレイザー（2002年3月発売）◆
- DR-12 ダークストライカー（2002年5月発売）◆
- DR-13 サーフローラーFG（2002年8月発売）●
- DR-14 シューティングフォース（2002年9月発売）◆
- DR-15 ジェノムフォース（2002年12月発売）◆
- DR-16 グリッドキングFG（2002年12月発売）●
- DR-17 ダイナトリガー（2003年2月発売）●
- DR-18 メガキャリバーFG（2003年4月発売）●
- DR-19 スナイパージャック（2003年7月発売）○
- DR-20 ストライクスコーピオン（2003年9月発売）◆
- DR-21 ミラージュアロー（2003年12月発売）◆

限定品
- スーパーサーフローラー（2001年6月発売）○
- ハイパーゴーストフォース（2001年11月発売）○
- ストライクリボルバーリミテッド（2002年1月発売）◆
- スナイパージャック ブラックスペシャル（2004年1月発売）○
- ブレイジングアロー（2005年9月発売）◆
- 2007年干支ダンガンレーサー ｢亥年｣（ベース車両はサーフローラー）（2006年12月発売）●

### ダンガンレーサーEVO
（全てEVOシャーシ）
通常品
- DRX-1 ウイングバルカン（2004年3月発売）
- DRX-2 ファイヤーアトラス（2004年5月発売）
- DRX-3 マッドコブラ（2004年7月発売）
- DRX-4 スティンガージャック（2004年9月発売）
- DRX-5 サイクロンエッジ（2004年12月発売）
- DRX-6 ギガスピアー（2005年2月発売）
- DRX-7 ジェットバルカン（2005年7月発売）

限定品
- ファイヤーアトラス クリヤーレッドスペシャル（2004年7月発売）
- DRX-1S ウイングバルカン・タイプA（2004年12月発売）
- DRX-3S マッドコブラ・タイプR（2005年3月発売）
- DRX-4S スティンガージャック・タイプG（2005年3月発売）
- ブラックアトラス（2005年11月発売）

## 作品

### 漫画
- 音速バスター DANGUN弾（2000年 - 2004年）（てしろぎたかし）（全8巻） - 主にダンガンレーサーシリーズ
- かっとびレーサー!ダンガン狼（2004年 - 2005年）（こしたてつひろ）（全3巻） - 主にダンガンレーサーEVOシリーズ

### ゲーム
- 激走ダンガンレーサー音速バスターDANGAN弾（2001年）（イマジニア、ゲームボーイカラー専用）